# (100197) 1994 CQ17
(100197) 1994 CQ17 es un asteroide perteneciente al cinturón de asteroides, descubierto el 8 de febrero de 1994 por Eric Walter Elst desde el Observatorio de La Silla, Chile.